# Autostrada A4 (Rumunia)
Autostrada A4 w Rumunii to budowana autostrada, mająca połączyć Ovidiu z Vama Veche na granicy z Bułgarią.
Budowa ma być zrealizowana do 2013 r.